# آصف‌السلطنه (گل)
آصف‌السلطنه (نام علمی: Dimorphotheca sinuata) نام یک گونه از سرده آصف‌السلطنه است.